# Bosque Bernwood

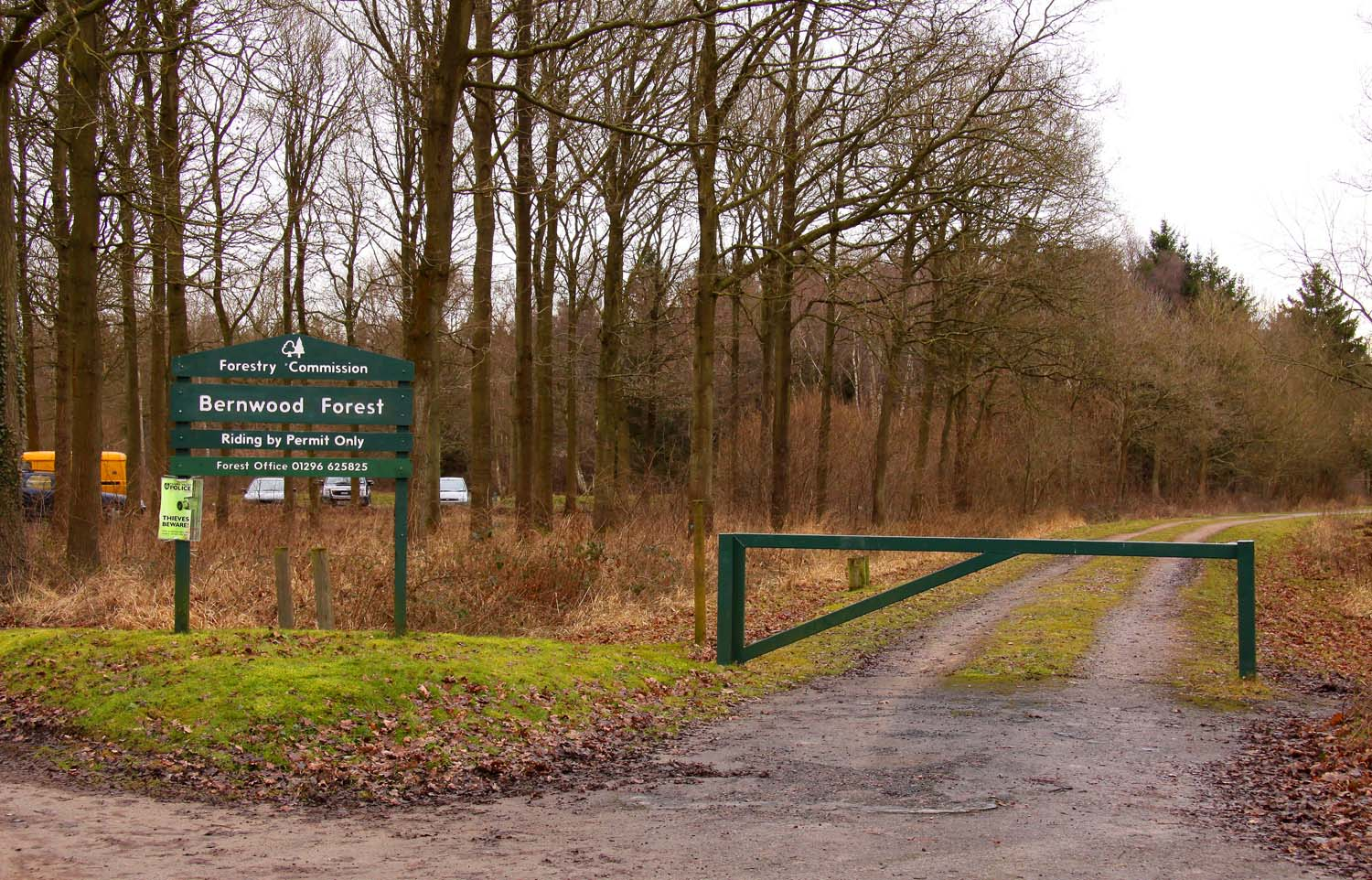
Entrada al Bosque Bernwood.

El bosque Bernwood era uno de varios bosques del antiguo Reino de Inglaterra y era un Bosque de caza real. Se cree que fue reservado como tierra de caza real cuando los reyes anglosajones tenían un palacio en Brill e iglesia en Oakley, en el siglo X y era un sitio preferido por Eduardo el Confesor, quien había nacido en las cercanías en Islip.
Desde aproximadamente 1217 hasta el siglo XVII, el bosque pasó por un período gradual de deforestación. Enrique II de Inglaterra (reinó entre 1154 y 1189) preparó un mapa del bosque en ese momento que es una herramienta invaluable para ayudar a definir sus límites antiguos; sin embargo, su propósito para dibujar el mapa era dividir el bosque entre sus nobles. En el siglo XVI, otro mapa del bosque fue elaborado para cuando se había reducido mucho en tamaño. Una vez más, el mapa se elaboró bajo los auspicios de la Corona como una auditoría de los ingresos que se podrían obtener al vender el bosque. Para el reinado de Jacobo I de Inglaterra (reinó entre 1603 y 1625), el bosque había perdido su estatus de Real y había desaparecido por completo.
A principios del siglo XXI, el nombre se refiere al área de Buckinghamshire y Oxfordshire donde estaba el bosque en la época del rey Enrique II, cubriendo 400 km². Los límites aproximados del área designada hoy caen dentro de la zona delimitada por el río Gran Ouse, el Padbury Brook, el Claydon Brook y el río Thame.
El pequeño y moderno bosque de Bernwood en Buckinghamshire tiene aproximadamente 1 km² y es contiguo con Hell Coppice, York’s Wood, Oakley Wood y Shabbington Wood.